# Meridià 72 a l'oest
El meridià 72 a l'oest de Greenwich és una línia de longitud que s'estén des del pol Nord travessant l'oceà Àrtic, Groenlàndia, Amèrica, l'oceà Atlàntic, l'oceà Antàrtic, i l'Antàrtida fins al pol Sud.
El meridià 72 a l'oest forma un cercle màxim amb el meridià 108 a l'est. Com tots els altres meridians, la seva longitud correspon a una semicircumferència terrestre, uns 20.003,932 km. Al nivell de l'Equador, és a una distància del meridià de Greenwich de 8.015 km.

## De Pol a Pol
Començant en el pol Nord i dirigint-se cap al pol Sud, aquest meridià travessa:
| Coordenades                             | País, territori o mar | Notes |
| --------------------------------------- | --------------------- | --- |
| 90° 0′ N, 72° 0′ O / 90.000°N,72.000°O  | Oceà Àrtic            | |
| 83° 6′ N, 72° 0′ O / 83.100°N,72.000°O  | Canadà                | Nunavut — Ellesmere |
| 79° 41′ N, 72° 0′ O / 79.683°N,72.000°O | Estret de Nares       | |
| 78° 33′ N, 72° 0′ O / 78.550°N,72.000°O | Groenlàndia           | |
| 77° 54′ N, 72° 0′ O / 77.900°N,72.000°O | Badia de Baffin       | |
| 77° 26′ N, 72° 0′ O / 77.433°N,72.000°O | Groenlàndia           | Kiatak |
| 77° 18′ N, 72° 0′ O / 77.300°N,72.000°O | Badia de Baffin       | |
| 71° 34′ N, 72° 0′ O / 71.567°N,72.000°O | Canadà                | Nunavut — Illa de Baffin i Illa Sillem |
| 63° 23′ N, 72° 0′ O / 63.383°N,72.000°O | Estret de Hudson      | |
| 61° 52′ N, 72° 0′ O / 61.867°N,72.000°O | Canadà                | Nunavut — Illa de Baffin i Illa Wales |
| 61° 51′ N, 72° 0′ O / 61.850°N,72.000°O | Estret de Hudson      | |
| 61° 41′ N, 72° 0′ O / 61.683°N,72.000°O | Canadà                | Quebec |
| 45° 0′ N, 72° 0′ O / 45.000°N,72.000°O  | Estats Units          | Vermont Nou Hampshire – des de 44° 19′ N, 72° 0′ O / 44.317°N,72.000°O Massachusetts – des de 42° 43′ N, 72° 0′ O / 42.717°N,72.000°O Connecticut – des de 42° 1′ N, 72° 0′ O / 42.017°N,72.000°O |
| 41° 19′ N, 72° 00′ O / 41.31°N,72.0°O   | Oceà Atlàntic         | Fishers Island Sound |
| 41° 17′ N, 72° 0′ O / 41.283°N,72.000°O | Estats Units          | Nova York – Fishers Island |
| 41° 15′ N, 72° 0′ O / 41.250°N,72.000°O | Oceà Atlàntic         | Block Island Sound |
| 41° 3′ N, 72° 0′ O / 41.050°N,72.000°O  | Estats Units          | Nova York – Long Island |
| 41° 1′ N, 72° 0′ O / 41.017°N,72.000°O  | Oceà Atlàntic         | |
| 21° 58′ N, 72° 0′ O / 21.967°N,72.000°O | Illes Turks i Caicos  | Illa de North Caicos |
| 21° 54′ N, 72° 0′ O / 21.900°N,72.000°O | Oceà Atlàntic         | |
| 19° 42′ N, 72° 0′ O / 19.700°N,72.000°O | Haití                 | |
| 18° 38′ N, 72° 0′ O / 18.633°N,72.000°O | República Dominicana  | Per uns 1 km |
| 18° 37′ N, 72° 0′ O / 18.617°N,72.000°O | Haití                 | |
| 18° 12′ N, 72° 0′ O / 18.200°N,72.000°O | Mar Carib             | |
| 12° 15′ N, 72° 0′ O / 12.250°N,72.000°O | Colòmbia              | |
| 11° 35′ N, 72° 0′ O / 11.583°N,72.000°O | Veneçuela             | Passa a través del llac Maracaibo |
| 7° 1′ N, 72° 0′ O / 7.017°N,72.000°O    | Colòmbia              | |
| 2° 21′ S, 72° 0′ O / 2.350°S,72.000°O   | Perú                  | |
| 4° 38′ S, 72° 0′ O / 4.633°S,72.000°O   | Brasil                | Amazonas Acre – des de 7° 46′ S, 72° 0′ O / 7.767°S,72.000°O |
| 10° 0′ S, 72° 0′ O / 10.000°S,72.000°O  | Perú                  | Passa a l'oest de Cusco a 13° 31′ S, 71° 58′ O / 13.517°S,71.967°O |
| 17° 2′ S, 72° 0′ O / 17.033°S,72.000°O  | Oceà Pacífic          | |
| 34° 7′ S, 72° 0′ O / 34.117°S,72.000°O  | Xile                  | Per uns 6 km |
| 34° 11′ S, 72° 0′ O / 34.183°S,72.000°O | Oceà Pacífic          | |
| 34° 22′ S, 72° 0′ O / 34.367°S,72.000°O | Xile                  | |
| 42° 9′ S, 72° 0′ O / 42.150°S,72.000°O  | Argentina             | |
| 43° 2′ S, 72° 0′ O / 43.033°S,72.000°O  | Xile                  | |
| 44° 46′ S, 72° 0′ O / 44.767°S,72.000°O | Argentina             | Per uns 14 km |
| 44° 54′ S, 72° 0′ O / 44.900°S,72.000°O | Xile                  | |
| 47° 19′ S, 72° 0′ O / 47.317°S,72.000°O | Argentina             | |
| 51° 49′ S, 72° 0′ O / 51.817°S,72.000°O | Xile                  | Per uns 12 km |
| 51° 56′ S, 72° 0′ O / 51.933°S,72.000°O | Argentina             | Per uns 3 km |
| 51° 58′ S, 72° 0′ O / 51.967°S,72.000°O | Xile                  | Continent, illa de Riesco i Península de Brunswick (continent) |
| 53° 42′ S, 72° 0′ O / 53.700°S,72.000°O | Estret de Magallanes  | |
| 53° 54′ S, 72° 0′ O / 53.900°S,72.000°O | Xile                  | Illa Clarence, Illa Gran de Tierra del Fuego, Illa London |
| 54° 43′ S, 72° 0′ O / 54.717°S,72.000°O | Oceà Pacífic          | |
| 60° 0′ S, 72° 0′ O / 60.000°S,72.000°O  | Oceà Antàrtic         | |
| 69° 2′ S, 72° 0′ O / 69.033°S,72.000°O  | Antàrtida             | Illa d'Alexandre I i continent, reclamat per Antàrtida Argentina, Argentina, Territori Antàrtic Xilè, Xile i Territori Antàrtic Britànic, Regne Unit                                              |